# Groepoïde (categorietheorie)
In de categorietheorie en de homotopie, beide deelgebieden van de abstracte algebra, veralgemeent een groepoïde de notie van een groep en van een categorie op verschillende gelijkwaardige manieren. Een groepoïde kan worden gezien als een:
- groep met een partiële functie die de binaire operatie vervangt;
- Categorie waarin elk morfisme tevens een isomorfisme is. Een categorie van deze soort kan worden gezien als uitgebreid met een unaire operatie, die in analogie met de groepentheorie invers wordt genoemd.

Speciale gevallen zijn onder andere:
- verzamelingoïdes, dat zijn: verzamelingen die een equivalentierelatie hebben;
- G-verzamelingen, verzamelingen die zijn uitgerust met een groepsbewerking van een groep G.

Groepoïdes worden vaak gebruikt om te redeneren over meetkundige objecten zoals variëteiten. Het begrip groepoïde werd in 1926 door Heinrich Brandt geïntroduceerd.